# Fréttablaðið
Fréttablaðið é o jornal de maior circulação da Islândia. Foi fundado em 2001, e é publicado pelo maior grupo de mídia do país, o 365 miðlar.